# Bettina Glas
Bettina Glas (* 3. Januar 1943 in Leipzig) ist eine deutsche Malerin, Objekt- und Textilkünstlerin mit Schwerpunkt Tapisserie (Gobelinweberei).

## Leben
Bettina Glas besuchte nach ihrem Abitur 1962 bis 1965 die Staatliche Berufsfachschule für Holzbildhauer in Oberammergau und studierte von 1965 bis 1969 Bildhauerei und Kunsterziehung an der Akademie der Bildenden Künste München. 1971 legte sie das 2. Staatsexamen für das Lehramt für Kunsterziehung an Gymnasien ab. Seither arbeitet sie als freischaffende Künstlerin.
Ihr Mann ist der Bildhauer Heinrich Glas. Für kleinere Arbeiten nutzen beide seit 1977 ihr Atelier in Nittendorf-Undorf. Für größere Arbeiten nutzen sie seit 1986 im Nittendorfer Gewerbegebiet einen mehrstöckigen Stadel, den sie auf dem Regensburger Karthäuser Hof ab- und mit praktischen Veränderungen in Nittendorf wieder aufbauten.
Bettina Glas hatte ihre erste Einzelausstellung mit dem Titel „Tapisserie“ 1985 beim Kunst- und Gewerbeverein Regensburg. 1990 folgte „Gobelins und Bilder“ in der Galerie der Sparkasse Pfaffenhofen, 1994 „Textile Kunst“ wieder beim Kunst- und Gewerbeverein Regensburg, 1993 „Bilder-Wandobjekte“ in der Regensburger städtischen Galerie Leerer Beutel und 1998 „Kunst im Kirchenraum“ in der Pfarrkirche St. Andreas in Runding. 1999 erhielt sie ein Stipendium für einen Studienaufenthalt am Virginia Center for Creativ Arts in den Vereinigten Staaten. 2002 stellte sie im Oberpfälzer Künstlerhaus (Kebbel-Villa in Schwandorf) ihre Arbeiten von 1999 bis 2002 unter dem Titel „Virginia und danach“ aus. Seit 2000 nahm sie auch mehrfach an der Großen Ostbayerischen Kunstausstellung (GOK) des BBK Niederbayern/Oberpfalz teil.
Ihre Werke zählen zu den Sammlungen der Regierung der Oberpfalz, der Universität Regensburg, der Handwerkskammer Regensburg, das Berufsbildungswerk St. Franziskus in Abensberg, die Grundschulen in Pettendorf und Thalmassing, die Realschule am Judenstein in Regensburg, die Polizeidienststelle Nittendorf sowie die Krankenhäuser Tirschenreuth und Barmherzige Brüder in Regensburg.

## Auszeichnungen
- 1989: Kulturförderpreis der Stadt Regensburg

## Ausstellungskataloge
- Bettina Glas: Gobelins und Bilder; Sparkasse Pfaffenhofen, Pfaffenhofen an der Ilm 1990.
- Bettina Glas: Bilder-Wandobjekte. Städtische Galerie Leerer Beutel (Hg.), Regensburg 1993.
- Bettina Glas: Malerei 1999–2002; `Virginia und danach'. Oberpfälzer Künstlerhaus Kebbel-Villa (Hg.), Schwandorf 2002.